# Сент-Круа-Фоллс (Вісконсин)
Сент-Круа-Фоллс (англ. St. Croix Falls) — місто (англ. city) в США, в окрузі Полк штату Вісконсин. Населення — 2208 осіб (2020).

## Географія
Сент-Круа-Фоллс розташований за координатами 45°24′36″ пн. ш. 92°37′33″ зх. д. / 45.41000° пн. ш. 92.62583° зх. д. (45.409885, -92.625851).  За даними Бюро перепису населення США в 2010 році місто мало площу 12,36 км², з яких 12,09 км² — суходіл та 0,27 км² — водойми. В 2017 році площа становила 13,24 км², з яких 12,90 км² — суходіл та 0,34 км² — водойми.

## Демографія
Згідно з переписом 2010 року, у місті мешкали 2133 особи в 967 домогосподарствах у складі 522 родин. Густота населення становила 173 особи/км².  Було 1088 помешкань (88/км²).
Расовий склад населення:
| - 96,7 % — білих - 0,6 % — азіатів - 0,5 % — корінних американців - 0,3 % — чорних або афроамериканців |

До двох чи більше рас належало 1,5 %. Частка іспаномовних становила 1,8 % від усіх жителів.
За віковим діапазоном населення розподілялося таким чином: 22,1 % — особи молодші 18 років, 56,1 % — особи у віці 18—64 років, 21,8 % — особи у віці 65 років та старші. Медіана віку мешканця становила 44,3 року. На 100 осіб жіночої статі у місті припадало 81,5 чоловіків;  на 100 жінок у віці від 18 років та старших — 78,6 чоловіків також старших 18 років.
Середній дохід на одне домашнє господарство  становив 55 432 долари США (медіана — 40 511), а середній дохід на одну сім'ю — 74 475 доларів (медіана — 65 705). Медіана доходів становила 46 250 доларів для чоловіків та 37 321 долар для жінок. За межею бідності перебувало 9,7 % осіб, у тому числі 7,1 % дітей у віці до 18 років та 8,9 % осіб у віці 65 років та старших.
Цивільне працевлаштоване населення становило 1002 особи. Основні галузі зайнятості: освіта, охорона здоров'я та соціальна допомога — 25,5 %, роздрібна торгівля — 13,0 %, мистецтво, розваги та відпочинок — 12,6 %, виробництво — 12,5 %.